# Poemenesperus fulvomarmoratus
Poemenesperus fulvomarmoratus es una especie de escarabajo longicornio del género Poemenesperus, tribu Tragocephalini, subfamilia Lamiinae. Fue descrita científicamente por Jordan en 1894.
Se distribuye por Gabón y República Democrática del Congo. Mide aproximadamente 12-15 milímetros de longitud.